# Acer erythranthum
Acer erythranthum är en kinesträdsväxtart som beskrevs av François Gagnepain. Acer erythranthum ingår i släktet lönnar, och familjen kinesträdsväxter. Inga underarter finns listade i Catalogue of Life.